# Direção dos Serviços de Cartografia e Cadastro
Direcção dos Serviços de Cartografia e Cadastro, DSCC (Chinês: 地圖繪製暨地籍局),  é uma direcção de serviços do Governo da Região Administrativa Especial de Macau (RAEM), da área de transportes e obras públicas, com a missão de conservar a rede geodésica, executar todos os trabalhos de âmbito cartográfico e topográfico e organizar e conservar o cadastro dos terrenos da RAEM.

## Estrutura orgânica
| Escola de Topografia e Cadastro de Macau(ETCM) | Escola de Topografia e Cadastro de Macau(ETCM) | Escola de Topografia e Cadastro de Macau(ETCM) | Escola de Topografia e Cadastro de Macau(ETCM) | Escola de Topografia e Cadastro de Macau(ETCM) | Escola de Topografia e Cadastro de Macau(ETCM) |                                         |                                         |  |  | Director Sub-Director | Director Sub-Director | Director Sub-Director                     | Director Sub-Director                     | Director Sub-Director                        | Director Sub-Director                        |                                              |                                              |                                              |                                              |  |  |  |  |  |  |  |  |  |  |  |  |  |  |
| Escola de Topografia e Cadastro de Macau(ETCM) | Escola de Topografia e Cadastro de Macau(ETCM) | Escola de Topografia e Cadastro de Macau(ETCM) | Escola de Topografia e Cadastro de Macau(ETCM) | Escola de Topografia e Cadastro de Macau(ETCM) | Escola de Topografia e Cadastro de Macau(ETCM) |                                         |                                         |  |  | Director Sub-Director | Director Sub-Director | Director Sub-Director                     | Director Sub-Director                     | Director Sub-Director                        | Director Sub-Director                        |                                              |                                              |                                              |                                              |  |  |  |  |  |  |  |  |  |  |  |  |  |  |
|                                                |                                                |                                                |                                                |                                                |                                                |                                         |                                         |  |  |                       |                       |                                           |                                           |                                              |                                              |                                              |                                              |                                              |                                              |  |  |  |  |  |  |  |  |  |  |  |  |  |  |
|                                                |                                                |                                                |                                                |                                                |                                                |                                         |                                         |  |  |                       |                       |                                           |                                           |                                              |                                              |                                              |                                              |                                              |                                              |  |  |  |  |  |  |  |  |  |  |  |  |  |  |
| Departamento de Cartografia (CARDEP)           | Departamento de Cartografia (CARDEP)           | Departamento de Cartografia (CARDEP)           | Departamento de Cartografia (CARDEP)           | Departamento de Cartografia (CARDEP)           | Departamento de Cartografia (CARDEP)           |                                         |                                         |  |  |                       |                       | Divisão Administrativa e Financeira (DAF) | Divisão Administrativa e Financeira (DAF) | Divisão Administrativa e Financeira (DAF)    | Divisão Administrativa e Financeira (DAF)    | Divisão Administrativa e Financeira (DAF)    | Divisão Administrativa e Financeira (DAF)    |                                              |                                              |  |  |  |  |  |  |  |  |  |  |  |  |  |  |
| Departamento de Cartografia (CARDEP)           | Departamento de Cartografia (CARDEP)           | Departamento de Cartografia (CARDEP)           | Departamento de Cartografia (CARDEP)           | Departamento de Cartografia (CARDEP)           | Departamento de Cartografia (CARDEP)           |                                         |                                         |  |  |                       |                       | Divisão Administrativa e Financeira (DAF) | Divisão Administrativa e Financeira (DAF) | Divisão Administrativa e Financeira (DAF)    | Divisão Administrativa e Financeira (DAF)    | Divisão Administrativa e Financeira (DAF)    | Divisão Administrativa e Financeira (DAF)    |                                              |                                              |  |  |  |  |  |  |  |  |  |  |  |  |  |  |
|                                                |                                                | Divisão de Recolha de Dados (REDIV)            | Divisão de Recolha de Dados (REDIV)            | Divisão de Recolha de Dados (REDIV)            | Divisão de Recolha de Dados (REDIV)            | Divisão de Recolha de Dados (REDIV)     | Divisão de Recolha de Dados (REDIV)     |  |  |                       |                       |                                           |                                           | Secção de Expediente e Pessoal (EPSEC)       | Secção de Expediente e Pessoal (EPSEC)       | Secção de Expediente e Pessoal (EPSEC)       | Secção de Expediente e Pessoal (EPSEC)       | Secção de Expediente e Pessoal (EPSEC)       | Secção de Expediente e Pessoal (EPSEC)       |  |  |  |  |  |  |  |  |  |  |  |  |  |  |
|                                                |                                                | Divisão de Recolha de Dados (REDIV)            | Divisão de Recolha de Dados (REDIV)            | Divisão de Recolha de Dados (REDIV)            | Divisão de Recolha de Dados (REDIV)            | Divisão de Recolha de Dados (REDIV)     | Divisão de Recolha de Dados (REDIV)     |  |  |                       |                       |                                           |                                           | Secção de Expediente e Pessoal (EPSEC)       | Secção de Expediente e Pessoal (EPSEC)       | Secção de Expediente e Pessoal (EPSEC)       | Secção de Expediente e Pessoal (EPSEC)       | Secção de Expediente e Pessoal (EPSEC)       | Secção de Expediente e Pessoal (EPSEC)       |  |  |  |  |  |  |  |  |  |  |  |  |  |  |
|                                                |                                                | Divisão de Tratamento de Dados (TRADIV)        | Divisão de Tratamento de Dados (TRADIV)        | Divisão de Tratamento de Dados (TRADIV)        | Divisão de Tratamento de Dados (TRADIV)        | Divisão de Tratamento de Dados (TRADIV) | Divisão de Tratamento de Dados (TRADIV) |  |  |                       |                       |                                           |                                           | Secção de Contabilibade e Património (CPSEC) | Secção de Contabilibade e Património (CPSEC) | Secção de Contabilibade e Património (CPSEC) | Secção de Contabilibade e Património (CPSEC) | Secção de Contabilibade e Património (CPSEC) | Secção de Contabilibade e Património (CPSEC) |  |  |  |  |  |  |  |  |  |  |  |  |  |  |
|                                                |                                                | Divisão de Tratamento de Dados (TRADIV)        | Divisão de Tratamento de Dados (TRADIV)        | Divisão de Tratamento de Dados (TRADIV)        | Divisão de Tratamento de Dados (TRADIV)        | Divisão de Tratamento de Dados (TRADIV) | Divisão de Tratamento de Dados (TRADIV) |  |  |                       |                       |                                           |                                           | Secção de Contabilibade e Património (CPSEC) | Secção de Contabilibade e Património (CPSEC) | Secção de Contabilibade e Património (CPSEC) | Secção de Contabilibade e Património (CPSEC) | Secção de Contabilibade e Património (CPSEC) | Secção de Contabilibade e Património (CPSEC) |  |  |  |  |  |  |  |  |  |  |  |  |  |  |
|                                                |                                                |                                                |                                                |                                                |                                                |                                         |                                         |  |  |                       |                       |                                           |                                           |                                              |                                              |                                              |                                              |                                              |                                              |  |  |  |  |  |  |  |  |  |  |  |  |  |  |
|                                                |                                                |                                                |                                                |                                                |                                                |                                         |                                         |  |  |                       |                       |                                           |                                           |                                              |                                              | Divisão de Cadastro (CADIV)                  |                                              |                                              |                                              |  |  |  |  |  |  |  |  |  |  |  |  |  |  |

## Atribuições
- Elaborar e actualizar as bases cartográficas digitais necessárias ao conhecimento científico e ao ordenamento da RAEM e arquivar os seus elementos históricos;
- Elaborar e manter actualizado o cadastro geométrico da propriedade (tombo) nas suas vertentes analógica e digital (gráfica e alfanumérica) e arquivar os seus elementos históricos;
- Recolher toda a informação relativa à RAEM susceptível de representação cartográfica;
- Desenvolver um núcleo base do sistema de informação geográfica a partir da cartografia digital e da informatização do cadastro geométrico dos terrenos da RAEM, para apoio das entidades que dele careçam, para o desenvolvimento integrado das suas actividades;
- Intervir, nos termos da lei, nos processos relativos à ocupação e utilização de terrenos;
- Estudar, executar, orientar e fiscalizar todos os trabalhos de âmbito geodésico, cartográfico e topográfico da RAEM;
- Apoiar o estudo, por métodos de medição geodésicos, do assentamento de terrenos e da estabilidade e possível deformação de obras públicas de engenharia, sempre que lhe seja solicitado por outras entidades da RAEM;
- Executar, a pedido dos serviços da RAEM ou de outras entidades, cartas e plantas relacionadas com a sua actividade;
- Assegurar a formação do pessoal técnico e técnico auxiliar necessário aos seus quadros e aos de outros serviços públicos, designadamente através da Escola de Topografia e Cadastro de Macau;
- Manter o intercâmbio técnico-científico com os serviços e organismos da RAEM e com organizações nacionais, regionais ou internacionais que actuem no seu específico âmbito de acção;
- Apoiar os serviços da RAEM e outras entidades, estudando e dando pareceres técnicos sobre trabalhos da área da competência da DSCC.

## Legislações
- Decreto-Lei n.º 70/93/M (Boletim Oficial de Macau de 20 de Dezembro de 1993) 
  - Aprova a nova lei orgânica da Direcção dos Serviços de Cartografia e Cadastro – Revoga o Decreto-Lei n.º 4/88/M de 25 de Janeiro
- Regulamento Administrativo n.º 29/2000
  - Aprovação do logotipo e cartão de identificação da Direcção dos Serviços de Cartografia e Cadastro. - Revogações
- Decreto-Lei n.º 44/95/M (Boletim Oficial de Macau de 28 de Agosto de 1995 )
  - Aprova o novo Regulamento da Escola de Topografia e Cadastro – Revoga o Decreto-Lei n.º 5/88/M de 25 de Janeiro
- Portaria n.º 113/96/M
  - Actualização das taxas cobradas pela Direcção dos Serviços de Cartografia e Cadastro respeitantes aos serviços e bens que fornece, bem como aprovação dos respectivos novos impressos. – Revogação da Portaria n° 209/94/M, de 26 de Setembro
- Decreto-Lei n.º 44/95/M (Boletim Oficial de Macau de 28 de Agosto de 1995)
  - Aprova o novo Regulamento da Escola de Topografia e Cadastro – Revoga o Decreto-Lei n.º 5/88/M de 25 de Janeiro
- Regulamento Administrativo n.º 2/2010 (Boletim Oficial da RAE de Macau de 8 de Fevereiro de 2010 )
  - Altera o Regulamento da Escola de Topografia e Cadastro aprovado pelo Decreto-Lei n.º 44/95/M de 28 de Agosto
- Portaria n.º 226/92/M
  - Servidões Cartográficas
- Decreto-Lei n.º 3/94/M
  - A elaboração, conservação e manutenção do cadastro geométrico dos terrenos do Território
- Decreto-Lei n.º 60/99/M
  - A composição e as competências da Comissão de Terras

## Referência
Atribuições da Direcção dos Serviços de Cartografia e Cadastro

## Ligação externa
- Direcção dos Serviços de Cartografia e Cadastro